# Juan de Lienas
Juan de Lienas (fl.1617- 1654) fue un compositor indígena y maestro de capilla de la Catedral de México. Sus composiciones - varias misas polifónicas y motetes en el estilo antiguo de Guerrero - se encuentran en el Codex del Convento del Carmen, en la antigua Escuela del Convento en San Ángel, en la Ciudad de México, y en los libros de coro que pertenecieron al Convento de la Encarnación, de monjas concepcionistas, también en la Ciudad de México.

## Controversia sobre su identidad
Ha sido "identificado de manera tentativa" con Juan Hernández maestro de capilla de la Catedral de México hasta 1620. Si tal es el caso, entonces es una situación rara entre los maestro de capilla de catedral de la época ya que es de origen indígena mexicano y está casado.
No se debe tener en cuenta una fuente que lo identifica como un compositor cubano y maestro de capilla en la Catedral de La Habana.

## Discografía selecta
- Juan de Lienas, Missa. Les Chemins du Baroque 8: Messe de l'Assomption de la Vierge. Compañía Musical de las Américas dir. Josep Cabré, K617
- Nicolas Gombert, Ferdinand de Lassus, Juan De Lienas; Messe de la Bataille en Nouvelle Espagne - Mexique Cristina García Banegas K617